# Österbotten tartomány

Österbotten címere

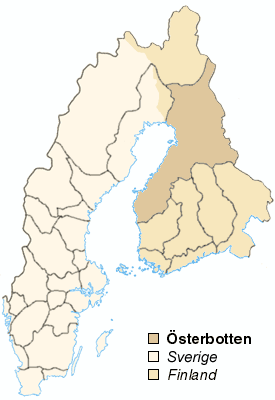
Österbotten elhelyezkedése

Österbotten (finnül: Pohjanmaa, latinul: Botnia orientalis) Finnország egyik történelmi tartománya.
A területe 122 188 km² volt, amely a mai Finnország területének 36% -át teszi ki. Österbotten történelmi tája nagyjából magába foglalja a mai Österbotten, Dél-Österbotten, Közép-Österbotten, Észak-Österbotten, Kajanaland és Dél-Lappföld tartományokat.
A tájegység neve a megmaradt a finn tudatban annak ellenére, hogy közigazgatásilag rég történelmi koncepcióvá vált. A mai közfelfogásban a hajdani történelmi tájat jelenti, Nordbotten és Kajanaland kivételével.
Österbotten központja váltakozott Korsholm (Korsholm kastély és Korsholms királyi birtok) és Uleåborg között. Österbotten 1634-ben önálló megye lett, majd 1775-ben a Vasa és az Uleåborg megyére oszlott.  A második világháború után a tartomány egy kisebb részét (Salla-területet) a Szovjetunióhoz csatolták.
Nagyobb városok: Vaasa (Vasa), Seinäjoki, Kokkola (Karleby), Pietarsaari (Jakobstad), Kajaani (Kajana), Oulu (Uleåborg), Kemi és Rovaniemi. (zárójelben a svéd nevük)

## Történelem
A középkorban a terület a "Norrebotn" része volt, vagyis Norrabotten, ami a Botteni-öböl környékét jelenti. A terület a mai Österbotten, Västerbotten és Lapland azon részét foglalta magába, amelyeket a svéd korona irányított. Mint tartománynév, az Österbotten az 1400-as évek óta jelent meg, korábbi nevei voltak Østernorlandia (1329), Östernorrebotn (1478). 1441-ben a Norrabotten keleti és nyugati oldala közigazgatásilag szétvált, amikor Krister Nilsson (Vasa) Svédország tiszttartója átvette a keleti részét (Åbo egyházkerület), míg Karl Knutsson (Bonde) marsall átvette a nyugati részét (Uppsala egyházkerület). Ezután a név „Östrabotnen” formában, néha kiegészítésként, mint a "Norrabottenben" vált közkeletűvé.

## Címer
III. János svéd király uralkodásától (1568—1592) a címerben hat ezüst hermelin látható kék mezőben, stilizált koronával a tetején. A motívum különböző formában számos jelenlegi finn tartomány címerében előfordul.

## Fordítás
Ez a szócikk részben vagy egészben  az   Österbotten (historiskt landskap) című svéd Wikipédia-szócikk fordításán alapul.  Az eredeti cikk szerkesztőit annak laptörténete sorolja fel. Ez a jelzés csupán a megfogalmazás eredetét és a szerzői jogokat jelzi, nem szolgál a cikkben szereplő információk forrásmegjelöléseként.